# A Flash of Light
A Flash of Light es un cortometraje mudo de drama estadounidense del año 1910 dirigida por D. W. Griffith, protagonizado por Charles West y presentando a Mary Pickford y Blanche Sweet.

## Reparto
- Charles West - John Rogers
- Vivian Prescott - Belle
- Stephanie Longfellow - La Hermana Mayor
- Verner Clarges - El Padre
- Joseph Graybill - Horacio Dooley
- Dorothy Bernard
- William J. Butler - Un Doctor
- Charles Craig - Invitado de la Boda
- Edward Dillon - En la primera fiesta
- John T. Dillon - En la primera fiesta / En la segunda fiesta (como Jack Dillon)
- Ruth Hart - En la segunda fiesta
- Guy Hedlund - En la primera fiesta / En la segunda fiesta
- Grace Henderson - Visitante
- Henry Lehrman - En Segundo Partido (sin confirmar)
- Jeanie Macpherson
- Claire McDowell - En la primera fiesta
- George Nichols - Un Doctor
- Anthony O'Sullivan - Un Sirviente
- Alfred Paget - Invitado de la Boda
- Mary Pickford
- Gertrude Robinson - Huésped de Boda
- W. C. Robinson - Un Criado
- Mack Sennett - Huésped de boda
- George Siegmann - Huésped de Boda
- Blanche Sweet
- Kate Toncray - Un Sirviente
- Dorothy West - En la primera fiesta